# Aistus sarasini
Aistus sarasini är en insektsart som beskrevs av Griffini 1914. Aistus sarasini ingår i släktet Aistus och familjen Anostostomatidae. Inga underarter finns listade i Catalogue of Life.